# Сумантрі
Сумантрі (індонез. Sumantri Brodjonegoro, англ. Sumantri) — гора хребта Судірман (гори Маоке) на острові Нова Гвінея, в провінції Центральне Папуа Індонезії.

## Географія
Гора розташована в західній частині хребта Судірман (Західний Судірман), на крайньому заході гір Маоке, за 3,5 км на північний схід від гори Пунчак-Джая (4884 м), за 0,6 км на північний захід від гори Нгга-Пулу (4862 м) та за 2,4 км на північ від гори Карстенс Східний (4820 м). Висота — 4870 м. Відносна висота — 350 м, тому вона не є самостійною горою, а відноситься до гірського масиву Пунчак-Джаї. Сумантрі є однією із найвищих несамостійних вершин Австралії і Океанії, острова Нової Гвінеї і Індонезії, за абсолютною висотою вона поступається тільки Пунчак-Джаї.

## Назва
До 1973 року вершина була відома як «Північно-західна Нгга-Пулу» (англ. NW Ngga Pulu). 1936 року члени експедиції Карстенс назвали її: «Другий пік Північної стіни». Генріх Гаррер назвав вершину «Нґапалу» (англ. Ngapalu), нанісши її на карту, складену у 1962 році, в той час як південно-східний пік Нгга-Пулу — «Сандей Пік» (англ. Sunday Peak). Описуючи своє сходження на обидва піки в 1972 році, Дік Ішервуд слідував цим назвам, використовуючи назву Нгга-Пулу для вершини, що тепер носить назву Сумантрі, а Сандей Пік для вершини, що тепер відома як Нгга-Пулу. Уряд Індонезії перейменував вершину «Північно-західна» на честь професора Сумантрі Бродйонеґоро, міністра енергетики та мінеральних ресурсів Республіки Індонезія, після його смерті у 1973 році.

## Історія
Сусідня, і того часу вища, південно-східна вершина Нгга-Пулу була вперше підкорена голландською експедицією у 1936 році (Антон Колейн, Жан-Жак Дозі та Фріц Віссел). Вершина «Північно-східна» була вперше підкорена у лютому 1962 року експедицією під керівництвом австрійського альпініста Генріха Гаррера в складі: Генріха Гаррера, Філіпа Темпла, Альбертуса (Берта) Гузенга, Рассела Кіппакса, після їх першого підйому на Піраміду Карстенса.
«Північно-східна» вперше в одиночку була підкорена відомим італійським альпіністом Райнгольдом Месснером 27 вересня 1971 року після його підйому на Піраміду Карстенса зі своїм супутником Серґіо Біґарелла. Через рік Лео Мюррей, Джек Бейнс та Дік Ішервуд піднялися на піки Нгга-Пулу і знайшли кілок, який залишив Месснер на другій вершині «Північної стіни», яку вони назвали Нгга-Полоє (англ. Ngga Poloe) — нині Сумантрі.

## Геологія і льодовики
Гори Центрального хребта Нової Гвінеї, до якого відносяться гори Маоке і зокрема гора Сумантрі, сформовані і продовжують формуватися в результаті зіткнення Австралійської та Тихоокеанської плит, в результаті цих тектонічних процесів висота гір збільшується. Верхня частина гори складена переважно з вапняку, тому, не дивлячись на те, що будова масиву піку виглядає надзвичайно складною, насправді вона є досить простою.
Через інтенсивне танення фірнового льодовика Східна Північна стіна, який лежить на південно-західних схилах вершин Нгга-Пулу та Сумантрі, остання стала найвищою точкою гір Маоке, після гори Пунчак-Джая. Крім того, у зв'язку з повним зникненням льодовика Мерен, її топографічне перевищення збільшилася з ~200 до ~350 м. Сумантрі можна вважати другою за абсолютною висотою горою Австралії і Океанії, і хоча вона не є самостійною вершиною, деякі джерела відносять її до списку «Семи других вершин».